# Dangerous Innocence
Dangerous Innocence er en amerikansk stumfilm fra 1925 instrueret af William A. Seiter.

## Medvirkende
- Laura La Plante som Ann Church
- Eugene O'Brien som Anthony Seymour
- Jean Hersholt som Gilchrist
- Alfred Allen som Rome
- Milla Davenport
- Hedda Hopper som Muriel Church
- William Humphrey
- Martha Mattox
- Janet Gaynor